# Callistopteris
Callistopteris is een geslacht van zeven soorten varens uit de vliesvarenfamilie (Hymenophyllaceae).  Het zijn kleine tot middelgrote lithofytische varens uit de tropische gebieden van de Stille Oceaan en Zuid-Amerika.

## Naamgeving en etymologie
- Synoniemen: Cephalomanes subgen. Callistopteris (Copel.) K.lwats. (1984)

De botanische naam Callistopteris is afgeleid van de nimf Callisto en van het Oudgriekse πτερίς, pteris (varen).

## Kenmerken
Callistopteris-soorten zijn kleine tot middelgrote overblijvende varens met korte, dikke behaarde rizomen en talrijke, stevige wortels. De bladsteel en de bladspil zijn eveneens bezet met lange, bruine haren. De bladen kunnen tot 40 cm lang worden en zijn drie- tot viervoudig geveerd.
De sporenhoopjes zitten op de tot buiten het blad verlengde nerven op de top van de blaadjes, en dragen buisvormige dekvliesjes met een receptaculum, een haarvormig uitgroeisel van het sporenhoopje, dat als een borsteltje boven het dekvliesje uit steekt.

## Habitaten verspreiding
Callistopteris-soorten zijn lithofytische planten, vooral groeiend op vochtige rotswanden, van de eilanden uit equatoriale en tropische gebieden van de Stille Oceaan, met één soort uit Zuid-Amerika.

## Taxonomie enfylogenie
Alhoewel Callistopteris door sommige botanici als subgenus van Trichomanes werd beschouwd, is volgens de taxonomische beschrijving van Smith en anderen uit 2006 het geslacht een monotypische groep binnen de vliesvarenfamilie. 
Het geslacht omvat naargelang de bron vijf tot zeven soorten. De typesoort is Callistopteris baldwinii.

## Soortenlijst
- Callistopteris apiifolia (Presl) Copel. (1938)
- Callistopteris baldwinii (D.C. Eat.) Copel. (1938)
- Callistopteris baueriana (Endl.) Copel. (1938)
- Callistopteris calyculata Copel. (1938)
- Callistopteris muluensis Iwatsuki (1965)
- Callistopteris polyantha (Hook. in Night.) Copel. (1938)
- Callistopteris superba (Backh. ex T.Moore) Ebihara & K.Iwats. (2006)

Abrodictyum · Callistopteris · Cephalomanes · Crepidomanes · Didymoglossum · Hymenophyllum · Polyphlebium · Trichomanes · Vandenboschia